# 施塔尔霍芬 (奥地利)
施塔尔霍芬（德語：Stallhofen）是奥地利施泰尔马克州福伊茨贝格县的一个市镇。总面积27.29平方公里，总人口3053人，人口密度111.9人/平方公里（2005年）。